# Lac Artigny
Lac Artigny är en sjö i Kanada.   Den ligger i regionen Nord-du-Québec och provinsen Québec, i den östra delen av landet, 900 km norr om huvudstaden Ottawa. Lac Artigny ligger 537 meter över havet. Arean är 39 kvadratkilometer. Den sträcker sig 17,6 kilometer i nord-sydlig riktning, och 12,0 kilometer i öst-västlig riktning.
Trakten runt Lac Artigny är nära nog obefolkad, med mindre än två invånare per kvadratkilometer.